# رودخانه چم دراز
رودخانه چم دراز
رودخانه چم دراز یارودخانه چم دریژ رودخانه ای است در بخش سرفیروز اباد کرمانشاه، که از چشمه های پر اب روستای باغ یاسم  سر چشمه می‌گیرد. 
این رودخانه پس از پیچ و خم های بسیار و گذر از مسیر طولانی به رودخانه سیمره می ریزد، اما به علت بارندگی کم سال های اخیر اب آن بسیار پایین رفته و کم  اب شده است.
در مسیر این رودخانه زمین های کشاورزی بسیاری قرار دارند که توسط اب بندهای محلی و درست کردن جوی اب، آنها را آبیاری می‌کنند. و این رودخانه در زمان های قدیم اب بسیار زیادی داشته است.